# Lecanora straminea
Lecanora straminea är en lavart som beskrevs av Ach. Lecanora straminea ingår i släktet Lecanora och familjen Lecanoraceae.   Inga underarter finns listade i Catalogue of Life.